# Национална консерватория за изкуства и занаяти
Националната консерватория за изкуства и занаяти (на френски: Conservatoire national des arts et métiers) е голямо учебно заведение (grand établissement) за висше образование и фундаментални научни изследвания във Франция.
Основано е от свещеника, абат Анри Грегоар в Париж на 10 октомври 1794 г. Conservatoire national des arts et métiers и Политехническото училище са двете постижения на Френската революция в областта на науката и технологиите.
Има мултидисциплинарно призвание.
CNAM има 150 кампуса в столична Франция и отвъдморска Франция. Той е домакин на около 9000 студенти.

## История
Чарлз Дюпен създава първата катедра по механика, приложена към изкуствата. Жан-Батист Сей създава катедрата по индустриална икономика.

## Известни възпитаници
- Луи Пастьор
- Сади Карно